# الدول الأعضاء في عصبة الأمم
بين عامي 1920 و1939، أصبح إجمالي عدد الدول الأعضاء في عصبة الأمم 63 دولة. أُدرج الميثاق الذي يشكل عصبة الأمم في معاهدة فرساي ودخل حيز التنفيذ في 10 يناير 1920، مع حل العصبة في 18 أبريل 1946؛ نقلت أصولها ومسؤولياتها إلى الأمم المتحدة.
كان أقصى توسع للعصبة من 28 سبتمبر 1934 (عندما انضمت الإكوادور) إلى 23 فبراير 1935 (عندما انسحبت باراغواي) مع 58 عضوًا.
من بين 42 عضوًا مؤسسًا، كان 23 (أو 24، بحساب فرنسا الحرة) أعضاء عندما تم حل عصبة الأمم في عام 1946. انضمت 21 دولة أخرى بين عامي 1920 و1937، لكن سبع دول انسحبت أو غادرت أو طُردت قبل عام 1946.
على الرغم من صياغة المفهوم والتوقيع على الميثاق، لم تنضم الولايات المتحدة أبدًا إلى عصبة الأمم، ولم تنضم أيضًا بعض الدول ذات السيادة المعزولة نسبيًا في آسيا، بما في ذلك اليمنوالمملكة العربية السعودية ومنغوليا ونيبال وبوتان.
وبالمثل، لم تطلب أي دولة أوروبية صغيرة مثل أندورا وليختنشتاين وموناكو وسان مارينو ومدينة الفاتيكان العضوية في المنظمة.

## خريطة

خريطة للعالم في الأعوام 1920-1945، تُظهر أعضاء عصبة الأمم خلال تاريخها:
الأعضاء
مستعمرات الأعضاء
الانتدابات
غير الأعضاء
مستعمرات غير الأعضاء

## 10 يناير 1920: الأعضاء المؤسسون
- الأرجنتين (انسحبت عام 1921 بعد رفض قرار أرجنتيني بقبول جميع الدول ذات السيادة في العصبة[1] واستأنفت عضويتها الكاملة في 26 سبتمبر 1933[2])
- بلجيكا
- بوليفيا
- البرازيل (انسحبت في 14 يونيو 1926)
- الإمبراطورية البريطانية عضوية منفصلة لـ:[3]
  -  المملكة المتحدة
  -  أستراليا
  -  كندا
  -  الهند
  -  نيوزيلندا
  -  جنوب إفريقيا
- تشيلي (انسحبت في 14 مايو 1938)
- الصين
- كولومبيا
- كوبا
- تشيكوسلوفاكيا (احتلنها ألمانيا في 15 مارس 1939)[4]
- الدنمارك[5]
- السلفادور (انسحبت في 11 أغسطس 1937)
- فرنسا (انسحبت فرنسا الفيشية في 18 أبريل 1941؛ ولم تعترف القوات الفرنسية الحرة بالانسحاب)
- اليونان
- غواتيمالا (انسحبت في 26 مايو 1936)
- هايتي (انسحبت في أبريل 1942)
- هندوراس (انسحبت في 10 يوليو 1936)
- إيطاليا (انسحبت في 11 ديسمبر 1937)
- اليابان (انسحبت في 27 مارس 1933)
- ليبيريا
- هولندا
- نيكاراغوا (انسحبت في 27 يونيو 1936)
- النرويج
- بنما
- باراغواي (انسحبت في 23 فبراير 1935)
- فارس (إيران منذ 1934)
- بيرو (انسحبت في 8 أبريل 1939)
- بولندا
- البرتغال
- رومانيا (انسحبت في 11 يوليو 1940)[6]
- سيام (تايلاند منذ 1939)[7]
- إسبانيا (انسحبت في مايو 1939)
- السويد
- سويسرا
- أوروغواي
- فنزويليا (انسحبت في 12 يوليو 1938)
- يوغوسلافيا (مملكة يوغوسلافيا حتى 1929)[8]

## 1920
- النمسا (انضمت في 15 ديسمبر 1920؛ احتلتها ألمانيا وضمتها في 13 مارس 1938)
- بلغاريا (انضمت في 16 ديسمبر 1920)
- كوستاريكا (انضمت في 16 ديسمبر 1920؛ انسحبت في 22 يناير 1925)
- فنلندا (انضمت في 16 ديسمبر 1920)[9]
- لوكسمبورغ (انضمت في 16 ديسمبر 1920)[10]
- ألبانيا (انضمت في 17 ديسمبر 1920[11]

## 1921
- إستونيا (انضمت في 22 سبتمبر 1921، احتلها وضمها الاتحاد السوفيتي عام 1940)
- لاتفيا (انضمت في 22 سبتمبر 1921، احتلها وضمها الاتحاد السوفيتي عام 1940)
- ليتوانيا (انضمت في 22 سبتمبر 1921، احتلها وضمها الاتحاد السوفيتي عام 1940)

## 1922
- المجر (انضمت في 18 سبتمبر 1922؛ انسحبت في 11 أبريل 1939)

## 1923
- الدولة الأيرلندية الحرة (انضمت في 10 سبتمبر 1923، أيرلندا منذ 1937)
- الحبشة (انضمت في 28 سبتمبر 1923)

## 1924
- الدومينيكان (انضمت في 28 سبتمبر 1924)

## 1926
- ألمانيا (انضمت في 8 سبتمبر 1926؛ انسحبت في 19 أكتوبر 1933)

## 1931
- المكسيك (انضمت في 9 سبتمبر 1931، أعلنت عضوًا في 12 سبتمبر 1931)[12]

## 1932
- تركيا (انضمت في 18 يوليو 1932)
- العراق (انضم في 3 أكتوبر 1932)

## 1934
- الاتحاد السوفييتي (انضم في 18 سبتمبر 1934؛ طرد في 14 ديسمبر 1939)
- أفغانستان (انضمت في 27 سبتمبر 1934)
- الإكوادور (انضمت في 28 سبتمبر 1934)

## 1937
- مصر (انضمت في 26 مايو 1937) (آخر دولة انضمت قبل الحرب العالمية الثانية)

## روابط خارجية
- خريطة أعضاء عصبة الأمم
- worldstatesmen.org
- قائمة الدول الأعضاء في عصبة الأمم في 31. الثاني عشر، 1944 من الكتاب السنوي الإحصائي لعصبة الأمم (1942-44)